# Каракуле
Караку́ле (пол. Karakule) — деревня в Белостокском повете Подляского воеводства Польши. Входит в состав гмины Супрасль. По данным переписи 2011 года, в деревне проживал 541 человек.

## География
Деревня расположена на северо-востоке Польши, к югу от реки Супрасль, на расстоянии приблизительно 9 километров (по прямой) к северо-востоку от города Белостока, административного центра повета. Абсолютная высота — 134 метра над уровнем моря. К северу от Каракуле проходит автодорога 676.

## История
В конце XVIII века деревня входила в состав Гродненского повета Трокского воеводства Великого княжества Литовского.

Согласно «Указателю населенным местностям Гродненской губернии, с относящимися к ним необходимыми сведениями», в 1905 году в деревне Каракули проживало 472 человека. В административном отношении деревня входила в состав Дойлидской волости Белостокского уезда (2-го стана).

Согласно переписи 1921 года, в деревне проживало 302 человека (140 мужчин и 162 женщины) в 53 домах. Большинство жителей были католиками (197 человек), остальные — православные. В период с 1975 по 1998 годы деревня являлась частью Белостокского воеводства.